# Ixtapa, Chiapas
Ixtapa är en kommunhuvudort i Mexiko.   Den ligger i kommunen Ixtapa och delstaten Chiapas, i den sydöstra delen av landet, 700 km öster om huvudstaden Mexico City. Ixtapa ligger 1 100 meter över havet och antalet invånare är 4 559.
Terrängen runt Ixtapa är huvudsakligen kuperad, men den allra närmaste omgivningen är platt. Runt Ixtapa är det ganska tätbefolkat, med 111 invånare per kvadratkilometer. Närmaste större samhälle är Chiapa de Corzo, 15,5 km sydväst om Ixtapa. I omgivningarna runt Ixtapa växer huvudsakligen savannskog.